# Parviz Fannizadeh
Parviz Fannizadeh (en persan:  پرویز فنی زاده), né en 1937 et décédé le 24 février 1980, est un comédien et lauréat iranien du cinéma et de la télévision. Il est le premier  acteur méthodique iranien. Fanizadeh est plus connu pour son rôle de Mash Ghaasem dans la série télévisée  Mon oncle Napoléon ou  Daii jan Napelon  et celui de Hekmati dans le film de Ragbaar.

## Biographie
Fannizadeh est né et grandit à Téhéran. Il avait une grande passion pour le cinéma et il a commencé sa carrière dès son jeune âge. Il a terminé ses études à l'Académie iranienne des Arts dramatiques en 1961. En 1966, Il a interprété son premier rôle. 

### Décès
Dans le milieu de l'année 1970, Fannizadeh commence à avoir une dépendance à l'héroïne. Bien que cette dépendance n'ait jamais affecté sa carrière, tout le monde était au courant de son problème de drogue. En 1980, il est trouvé mort à l'âge de 42 ans dans sa maison à Téhéran.

## Filmographie

### Cinéma
- 1965 : Khesht va Ayeneh
- 1969 : La Vache
- 1972 : Gharibe : Abbas
- 1972 : Ragbar : Hekmati
- 1972 : Tajavoz : Reporter
- 1973 : Tangsir : Esmael
- 1974 : Gavaznha : Mohammad
- 1974 : Soltan-e sahebgharan : Malijak
- 1975 : Boof-e koor : The Young Man
- 1976 : Sham-e akhar
- 1977 : Jome : Mansour
- 1978 : Ghadeghan
- 1979 : Bagh-e boloor : Ali
- 1979 : Sorkhpustha : Davood
- 1981 : E'dami

### Télévision

#### Séries télévisées
- 1976 : Daei Jan Napoleon : Mash Ghasem